# Atimura combreti
Atimura combreti är en skalbaggsart som beskrevs av Gardner 1930. Atimura combreti ingår i släktet Atimura och familjen långhorningar.
Artens utbredningsområde är Laos. Inga underarter finns listade.